# Internacjonalizacja (ekonomia)
Internacjonalizacja – stopień zaangażowania gospodarki narodowej w działalność międzynarodową, całość przepływów czynników produkcji między co najmniej dwoma państwami. 
N. Daszkiewicz wymienia następujące wymiary internacjonalizacji:
1. Internacjonalizacja rynków
2. Internacjonalizacja produkcji
3. Internacjonalizacja kapitału finansowego
4. Internacjonalizacja kapitału ludzkiego
5. Internacjonalizacja regulacji